# کرویتسبرا
کرویتسبرا (به آلمانی: Kreuzebra) یک شهر در آلمان است که در آیشسفلد واقع شده‌است. کرویتسبرا ۸۱۹ نفر جمعیت دارد.